# Arthur Zagré
Arthur Zagré (Neuilly-sur-Seine, 4 oktober 2001) is een Frans voetballer die doorgaans als linkervleugelverdediger en linkervleugelaanvaller speelt. Hij tekende in 2019 bij AS Monaco en Paris Saint-Germain ontving ruim tien miljoen euro.

## Clubcarrière

### Paris Saint-Germain
Zagré speelde in de jeugd bij Courbevoie SF, waarna hij in 2013 de overstap maakte naar de jeugdopleiding van Paris Saint-Germain. In september 2018 tekende hij daar zijn eerste profcontract, welke hem voor drie seizoenen aan de club uit Parijs verbond. In de jeugd van Paris Saint-Germain speelde Zagré in het seizoen 2017/18 met Paris Saint-Germain Onder 19 een vijftal wedstrijden in de UEFA Youth League. In april en mei 2019 zat Zagré voor het eerst bij de selectie van het eerste elftal, waarna hij op 25 augustus 2019 debuteerde hij in de Ligue 1 tegen Toulouse FC. In minuut 66 verving hij de geblesseerde Kylian Mbappé.

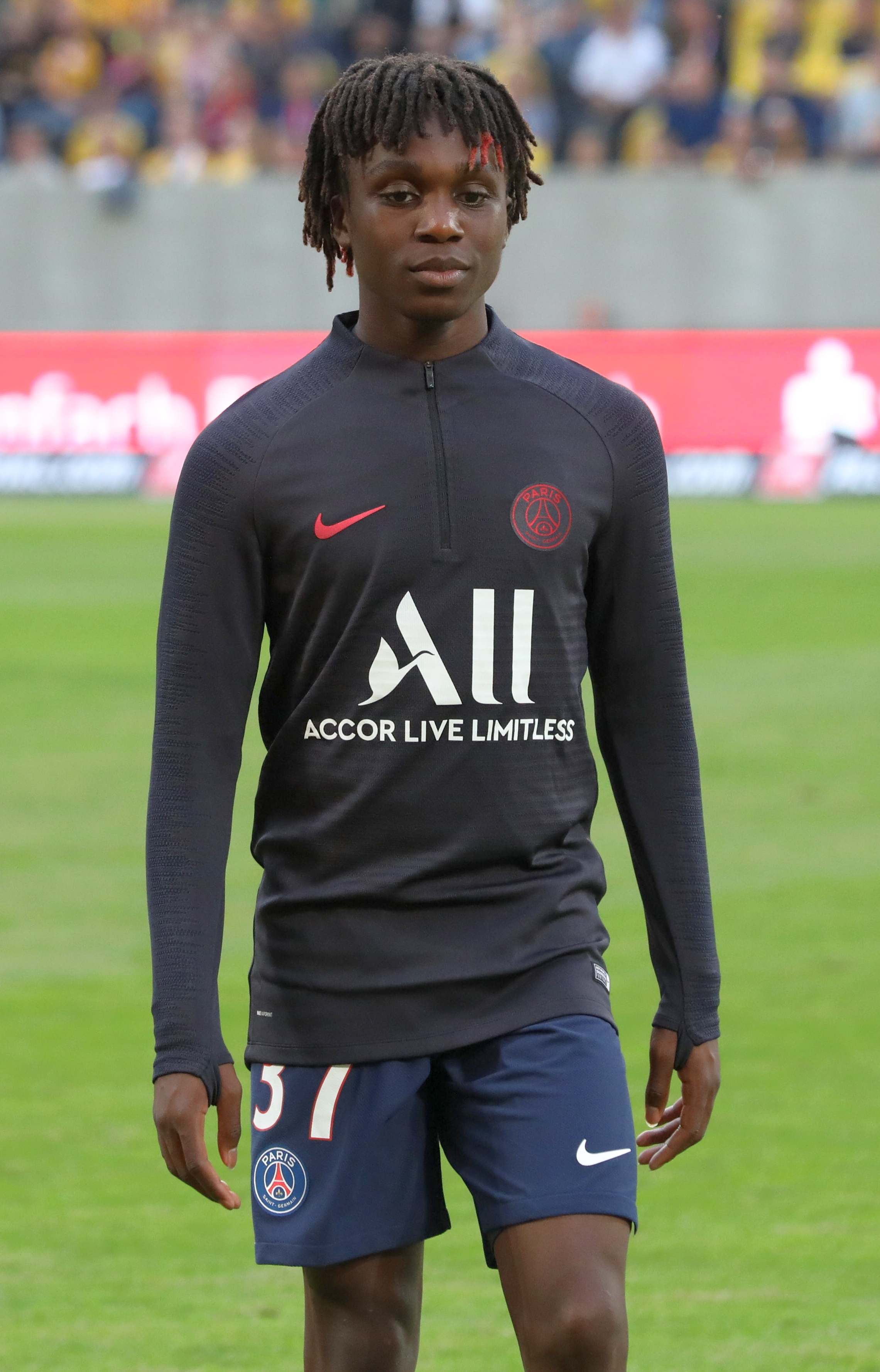
Zagré voor Paris Saint-Germain in 2019

### AS Monaco
Enkele dagen na zijn debuut in het eerste elftal van Paris Saint-Germain tekende Zagré op 29 augustus 2019 een driejarig contract bij AS Monaco, dat tien miljoen euro betaalde voor de vleugelverdediger.

#### Verhuur aan Dijon FCO
In oktober 2020 werd bekend dat AS Monaco hem na een seizoen met diverse wedstrijden bij AS Monaco en AS Monaco B uit zal lenen aan Dijon FCO. Daarbij ging het om een verhuur van één seizoen met een optie voor een extra seizoen. Mede door de degradatie van Dijon FCO naar de Ligue 2 zocht AS Monaco na het eerste seizoen naar andere opties. Zo had onder meer Feyenoord interesse in een huurovereenkomst.

#### Verhuur aan FC Utrecht
Eind juni 2021 werd bekend dat Zagré voor twee seizoenen zal worden gehuurd door FC Utrecht. In deze overeenkomst werd eveneens een optie tot koop bedongen. Zagré werd door de Utrechters gezien als een goede optie voor de linksbackpositie. Achter Django Warmerdam was de spoeling namelijk dun. Na een eerste seizoenshelft met negen wedstrijden als bankzitter, vier basisplaatsen en drie invalbeurten raakte hij in februari 2022 (tot halverwege maart 2022) geblesseerd. Mede hierdoor maakte jeugdproduct Djevencio van der Kust in de tweede helft van de competitie zijn doorbraak in het eerste efltal van FC Utrecht, waardoor Zagré er een 'concurrent' bij had gekregen.Om het seizoen 2022/23 zo fit en sterk mogelijk te beginnen, trainde Zagré in de zomerstop individueel door. Daarbij liep hij een enkelblessure op, waardoor hij enkele weken uitgeschakeld zou zijn. Zijn terugkeer volgde twee maanden later op 29 augustus 2022. In een thuiswedstrijd van Jong FC Utrecht speelde hij een helft mee tegen Willem II. In datzelfde seizoen werd hij meermaals ingezet als aanvallendere vleugelspeler.

#### Verhuur aan Excelsior
Op 31 januari 2023 werd bekendgemaakt dat Zagré FC Utrecht vroegtijdig zou verlaten, om zo door AS Monaco voor de rest van het seizoen 2022/23 aan Excelsior Rotterdam te worden verhuurd. Mede door blessures en gebrek aan speeltijd bij FC Utrecht en na de interesse van de Rotterdamse club koos hij er voor een overstap.

## Clubstatistieken

### Beloften
| Seizoen                   | Club                  | Competitie             | Competitie | Competitie | Overig | Overig | Totaal | Totaal |
| Seizoen                   | Club                  | Competitie             | Wed.       | Dlp.       | Wed.   | Dlp.   | Wed.   | Dlp.   |
| ------------------------- | --------------------- | ---------------------- | ---------- | ---------- | ------ | ------ | ------ | ------ |
| 2017/18                   | Paris Saint-Germain B | Championnat National 2 | 2          | 0          | 0      | 0      | 2      | 0      |
| 2018/19                   | Paris Saint-Germain B | Championnat National 2 | 25         | 1          | 0      | 0      | 25     | 1      |
| 2019/20                   | AS Monaco B           | Championnat National 2 | 3          | 0          | 0      | 0      | 3      | 0      |
| 2020/21                   | AS Monaco B           | Championnat National 2 | 2          | 0          | 0      | 0      | 2      | 0      |
| 2021/22                   | → Jong FC Utrecht     | Eerste divise          | 6          | 1          | 0      | 0      | 6      | 1      |
| 2022/23                   | → Jong FC Utrecht     | Eerste divise          | 4          | 0          | 0      | 0      | 4      | 0      |
| Carrière totaal           | Carrière totaal       | Carrière totaal        | 42         | 2          | 0      | 0      | 42     | 2      |
| Bijgewerkt op 6 juni 2023 |                       |                        |            |            |        |        |        |        |

### Senioren
De statisistieken voor bekerwedstrijden in het seizoen 2019/20 voor AS Monaco bestaan uit zowel de Coupe de France als de Coupe de la Ligue.
| Seizoen                   | Club                | Competitie      | Competitie | Competitie | Beker | Beker | Internationaal | Internationaal | Overig | Overig | Totaal | Totaal |
| Seizoen                   | Club                | Competitie      | Wed.       | Dlp.       | Wed.  | Dlp.  | Wed.           | Dlp.           | Wed.   | Dlp.   | Wed.   | Dlp.   |
| ------------------------- | ------------------- | --------------- | ---------- | ---------- | ----- | ----- | -------------- | -------------- | ------ | ------ | ------ | ------ |
| 2019/20                   | Paris Saint-Germain | Ligue 1         | 1          | 0          | 0     | 0     | 0              | 0              | 0      | 0      | 1      | 0      |
| 2019/20                   | AS Monaco           | Ligue 1         | 0          | 0          | 3     | 0     | –              | –              | 0      | 0      | 3      | 0      |
| 2020/21                   | → Dijon FCO         | Ligue 1         | 3          | 0          | 0     | 0     | –              | –              | 0      | 0      | 3      | 0      |
| 2021/22                   | → FC Utrecht        | Eredivisie      | 8          | 1          | 2     | 0     | –              | –              | 1      | 0      | 11     | 1      |
| 2022/23                   | → FC Utrecht        | Eredivisie      | 2          | 0          | 0     | 0     | –              | –              | 0      | 0      | 2      | 0      |
| 2022/23                   | → Excelsior         | Eredivisie      | 9          | 0          | 0     | 0     | –              | –              | 0      | 0      | 9      | 0      |
| Carrière totaal           | Carrière totaal     | Carrière totaal | 23         | 1          | 5     | 0     | 0              | 0              | 1      | 0      | 29     | 1      |
| Bijgewerkt op 6 juni 2023 |                     |                 |            |            |       |       |                |                |        |        |        |        |

## Interlandcarrière
Zagré vertegenwoordigde verschillende Franse jeugdelftallen. Hij debuteerde op 14 november 2018 in een wedstrijd tussen Frankrijk onder 19 en Malta onder 19 (1–0 winst). In totaal werd hij opgeroepen voor Frankrijk onder 19 (negen keer als basisspeler, twee keer als invaller en twee keer zonder minuten bij de selectie) en Frankrijk onder 18 (drie keer als basisspeler en twee keer zonder minuten bij de selectie).

## Erelijst
Paris Saint-Germain
- Ligue 1: 2018/19
- Trophée des Champions: 2019 en 2020